# Keng Hsien-Seng
Keng Hsien-Seng, levde cirka 975, var en kinesisk kemist.
Hon destillerade parfymer vid det kejserliga hovet och vann erkännande för att hon lyckades skilja silver från malm genom kvicksilver.